# Godella
Godella és un municipi del País Valencià situat a la comarca de l'Horta Nord.

## Geografia
Situat en l'Horta de València, al nord-oest de la capital. El terreny participa de la plana de l'Horta i dels pujols calcaris que s'eleven cap a l'interior, fins a arribar a una altura superior als 120 m en les Colònies i Camarena, en l'extrem nord-oest del terme. El relleu accidentat ve constituït per l'últim esglaó del suau anticlinal calcari que separa les conques del riu Túria i del barranc del Carraixet.
La part baixa de l'horta està formada per sediments quaternaris. El barranc dels Frares és l'accident de major importància.

### Campolivar
Campolivar és un barri residencial amb un gran nombre de xalets de luxe, situat al nord-oest del nucli urbà de Godella, prop de la carretera de València a Bétera. Ocupa els històrics terrenys dels barons de Campolivar, on es troba la seua residència d'estiu. En 2002 tenia 2.517 habitants.

### Límits
El terme municipal de Godella limita amb les següents localitats: Bétera, Burjassot, Paterna, Rocafort i València (pedanies de Massarrojos, Borbotó i Poble Nou), totes elles de la província de València.

### Accés
Es pot accedir a Godella per la carretera CV-310, que enllaça l'eixida 494 de l'Autovia de la Mediterrània A-7 amb l'eixida 5 de l'Autovia del Túria CV-35, així com d'altres carreteres secundàries des dels municipis propers. També es pot fer via transport públic mitjançant les estacions de Godella i Burjassot-Godella de la Línia 1 de Metro de València que comuniquen el municipi amb el centre de la ciutat de València i altres pobles dels voltants (Montcada, Rocafort, Bétera, Burjassot i Alfara del Patriarca, i des de la de Santa Gemma de la Línia 4 de Metro de València, que el comunica amb el Parc Científic de la Universitat de València, el Campus de Burjassot-Paterna de la Universitat de València, i la seu de Radiotelevisió Valenciana.

## Història
Les restes més antigues trobades fins ara al terme de Godella pertanyen als primers temps de l'Edat dels Metalls (eneolític); procedixen de la Covatella i formen un nivell inferior, possiblement d'un soterrament col·lectiu, sobre el qual hi ha un altre estrat de l'època romana. Els restants vestigis arqueològics són d'època romana.
En temps de la Reconquesta per part de la Corona d'Aragó, Godella era una alqueria àrab, de les dues que apareixen amb el nom de Godayla al Llibre del Repartiment. El rei Jaume I la va donar a l'aragonès Pedro Maza en 1238, però també va donar terres pertanyents a esta alqueria a Sancho Pérez de Novailes, a Pascual Castellet i a Pedro Azlor. Va passar després a ser propietat de Sancho Tena, i a principis del segle xvi, a Bartolomé Almenar. Posteriorment va quedar a mans de la família Juliá Muñoz, i finalment als barons de Santa Bàrbara. A finals del segle xviii el poble tenia 863 habitants, que augmentaren a 1.821 l'any 1877. Ja en el segle xx, sobrepassava els 2.600 habitants en 1910 i els 4500 l'any 1940.
La historiografia tradicional afirma que l'expulsió dels moriscs, en 1609, va deixar Godella quasi despoblada i va ser repoblada abans que altres llocs, donada la seua proximitat a la ciutat de València. No obstant això, el motiu de no quedar despoblada és perquè era un poble de cristians vells, tal com ho relaten les relacions de l'època (Relación de las casas de christianos viejos y nuevos...(1609). De fet, en els documents del segle xvi o anteriors no s'esmenta cap habitant morisc. Per tant, si Godella perd població a l'inici del segle xvi és, tal com s'afirma, per exemple, als Querns de Godella núm. 1, perquè el senyor del lloc, Cristòfol Munyoz, s'endugué vassalls de Godella als pobles d'Aiòder i Fuentes, que sí que havien quedat despoblats després de l'expulsió dels moriscs (carta pobla d'Aiòder i Fuentes de 1614. ARV. Real Justícia L.807, pp 591-612).
Com a curiositat, la primera pel·lícula amb argument del cinema espanyol, anomenada El ciego de la aldea, datada en 1906 i dirigida per Ángel García Cardona, fou rodada a Godella. El film fou recuperat per la Filmoteca de Catalunya.

## Política i govern

### Composició de la Corporació Municipal
El Ple de l'Ajuntament està format per 17 regidors. En les eleccions municipals de 26 de maig de 2019 foren elegits 5 regidors del Partit Popular (PP), 4 de Compromís per Godella (Compromís), 4 del Partit Socialista del País Valencià (PSPV-PSOE), 3 de Ciutadans - Partit de la Ciutadania (Cs) i 1 d'Unides Podem-Esquerra Unida Godella (Podem-EUPV).
| Eleccions municipals de 26 de maig de 2019 - Godella |                                          |                                     |                                     |        |          |          |
| Candidatura | Candidatura                              | Candidatura                         | Cap de llista                       | Vots   | Vots     | Regidors |
| | Partit Popular                           |                                     | José María Musoles Granada          | 1.938  | 29,64%   | 5 ()     |
| | Compromís per Godella                    |                                     | Eva Pilar Sanchis Bargues           | 1.380  | 21,10%   | 4 ()     |
| | Partit Socialista del País Valencià-PSOE |                                     | Teresa Bueso Marqués                | 1.354  | 20,71%   | 4 (+1)   |
| | Ciutadans - Partit de la Ciutadania      |                                     | Francisco Javier Beltrán Giner      | 1.119  | 17,11%   | 3 (+1)   |
| | Unides Podem-Esquerra Unida Godella      |                                     | Irene Ferré Manzanero               | 657    | 10,5%    | 1 (-2)   |
| | Altres candidatures                      |                                     |                                     | 28     | 0,43%    | 0        |
| | Vots en blanc                            |                                     |                                     | 63     | 0,96%    |          |
| Total vots vàlids i regidors | Total vots vàlids i regidors             | Total vots vàlids i regidors        | Total vots vàlids i regidors        | 6.539  | 100 %    | 17       |
| | Vots nuls                                | Vots nuls                           | Vots nuls                           | 32     | 0,49%    |          |
| Participació (vots vàlids més nuls) | Participació (vots vàlids més nuls)      | Participació (vots vàlids més nuls) | Participació (vots vàlids més nuls) | 6.571  | 66,31%** |          |
| Abstenció | Abstenció                                | Abstenció                           | Abstenció                           | 3.338* | 33,69%** |          |
| Total cens electoral | Total cens electoral                     | Total cens electoral                | Total cens electoral                | 9.909* | 100 %**  |          |
| Alcaldessa: Eva Pilar Sanchis Bargues (Compromís) (15/06/2019) Per majoria absoluta dels vots dels regidors (9 vots: 4 de Compromís, 4 de PSPV i 1 de Podem-EUPV) |                                          |                                     |                                     |        |          |          |
| Fonts: Ministeri de l'Interior, Junta Electoral de Zona de València, Periòdic Ara. (* No són vots sinó electors. ** Percentatge respecte del cens electoral.)     |                                          |                                     |                                     |        |          |          |

### Alcaldes

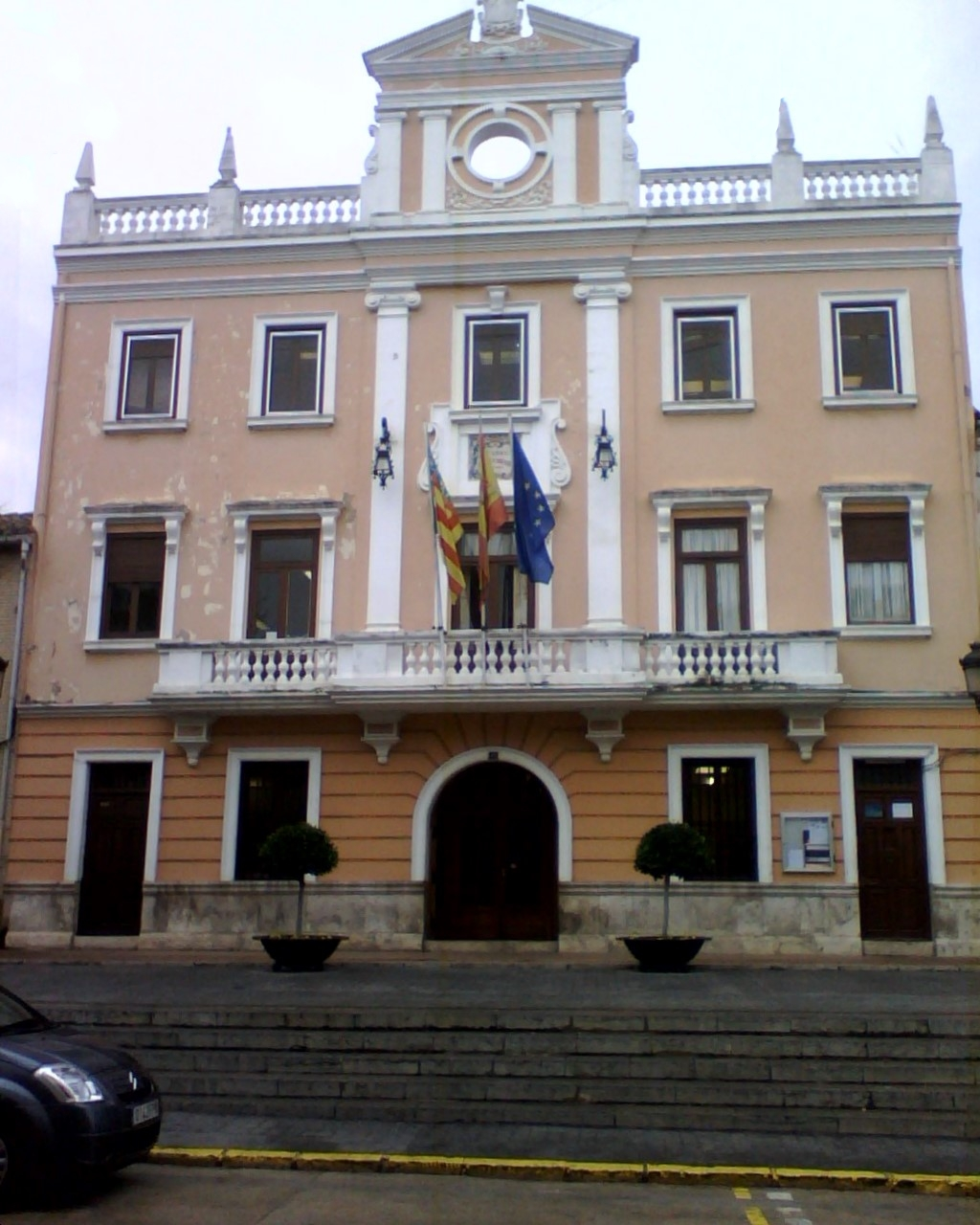
Edifici de l'Ajuntament de Godella.

Des de 2014 l'alcaldessa de Godella és Eva Pilar Sanchis Bargues de la Coalició Compromís.
| Període                       | Alcalde o alcaldessa                                              | Partit polític           | Data de possessió                | Observacions       |
| ----------------------------- | ----------------------------------------------------------------- | ------------------------ | -------------------------------- | ------------------ |
| 1979–1983                     | Eugenio Català Barrachina                                         | CIDI                     | 19/04/1979                       | --                 |
| 1983–1987                     | Eugenio Català Barrachina                                         | PSPV-PSOE                | 28/05/1983                       | --                 |
| 1987–1991                     | Eugenio Català Barrachina                                         | PSPV-PSOE                | 30/06/1987                       | --                 |
| 1991–1995                     | Enrique Bargues García                                            | PSPV-PSOE                | 15/06/1991                       | --                 |
| 1995–1999                     | Maria José Serra                                                  | PP                       | 17/06/1995                       | --                 |
| 1999–2003                     | Enrique Bargues                                                   | PSPV-PSOE                | 03/07/1999                       | --                 |
| 2003–2007                     | Maria Rosa Roca Castelló                                          | PP                       | 14/06/2003                       | --                 |
| 2007–2011                     | Salvador Soler Chulià                                             | PSPV-PSOE                | 16/06/2007                       | --                 |
| 2011–2015                     | Salvador Soler Chulià Josep Manel San Félix Eva Sanchis i Bargues | PSPV-PSOE EUPV Compromís | 11/06/2011 29/06/2013 04/07/2014 | Pacte de govern    |
| 2015–2019                     | Eva Sanchis i Bargues                                             | Compromís                | 13/06/2015                       | --                 |
| 2019-2023                     | Eva Sanchis i Bargues María Teresa Bueso Marques                  | Compromís PSPV-PSOE      | 15/06/2019 05/06/2021            | -- Pacte de govern |
| Des de 2023                   | n/d                                                               | n/d                      | 17/06/2023                       | --                 |
| Fonts: Generalitat Valenciana |                                                                   |                          |                                  |                    |

## Demografia
La principal característica de Godella són les diverses urbanitzacions existents en el seu terme municipal que han fet que es produïsca un fort corrent d'immigració de classe mitjana-alta des d'altres municipis de la comarca. Té una població de 13.125 habitants, segons el cens de 2014.
| any  | habitants |
| ---- | --------- |
| 1900 | 2.200     |
| 1910 | 2.697     |
| 1920 | 2.861     |
| 1930 | 3.345     |
| 1940 | 4.574     |
| 1950 | 4.702     |
| 1960 | 5.117     |
| 1970 | 5.702     |
| 1981 | 7.804     |
| 1991 | 9.621     |
| 2000 | 11.222    |
| 2005 | 12.581    |
| 2006 | 12.911    |
| 2012 | 13.217    |
| 2013 | 13.226    |
| 2022 | 13.050    |

## Economia
La principal activitat econòmica del poble és l'agricultura. La terra cultivada representa aproximadament el 58% del total. També hi ha activitat industrial (indústria del calcer, del tèxtil, la manufactura d'artesanies i del moble, així com la producció de focs artificials). Durant la dècada de 1970 potencià el sector terciari.

## Monuments

### Monuments religiosos
- Església Parroquial de San Bertomeu Apòstol.D'estil renaixentista, amb una sola nau i creuer. Va ser inaugurada en 1754. En 1954 se li va incorporar, com a capella de la comunió, la primitiva església d'estil ogival, amb arcs de pedra i artesanat mudèjar, del segle xiv, de gran riquesa ornamental. En el seu interior es troba una escultura del Crist de la Pau, obra d'Ignasi Pinazo Martínez.

- Església Parroquial del Salvador. Edificada en 1730 sobre les restes d'un antic ermitori. En els seus voltants s'estén el Viacrucis, amb els seus casetons, jardins i escalinates.

### Monuments civils

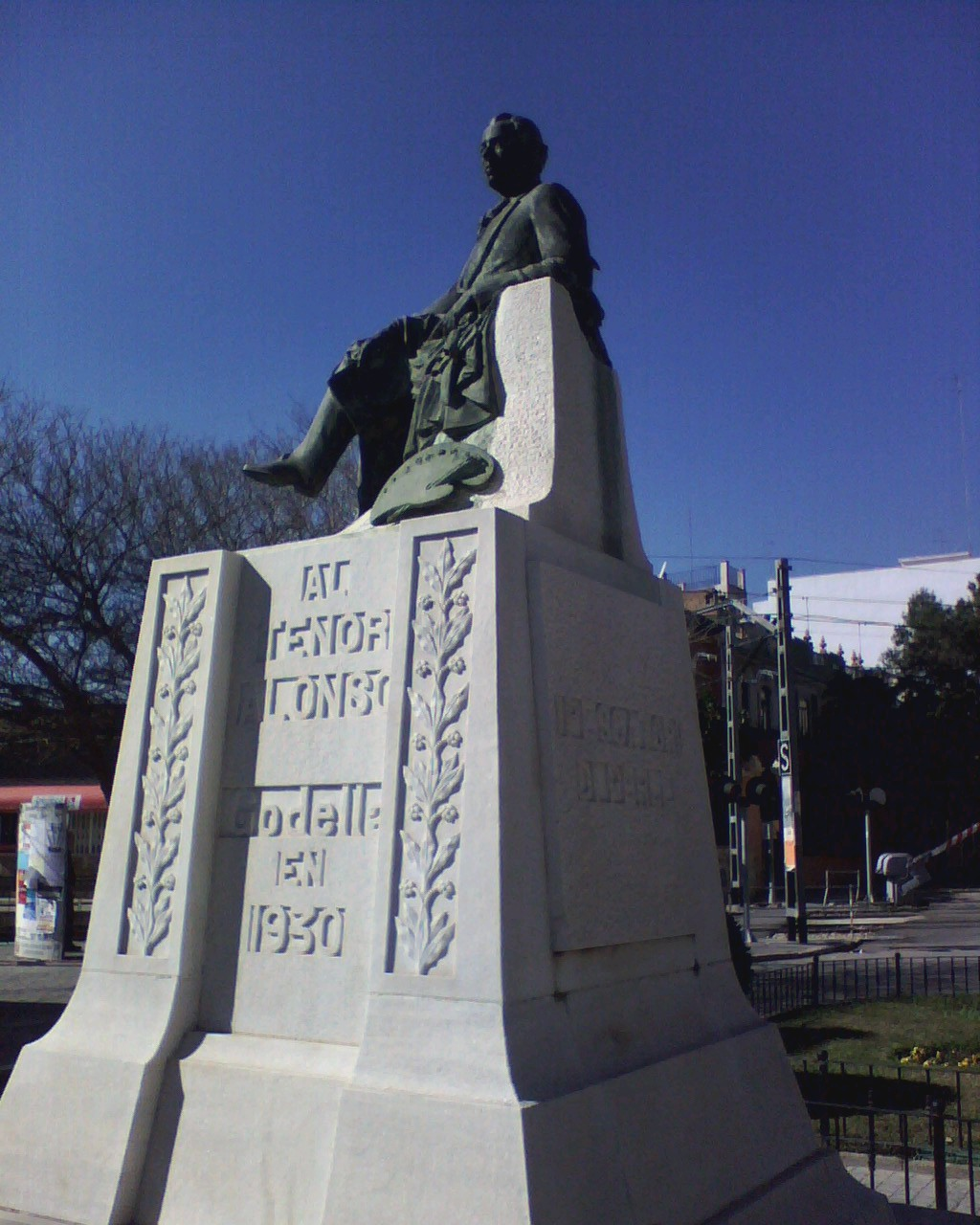
Monument en memòria del tenor Lambert Alonso, prop a l'estació de metro de Godella

- Casa-palau de Serdanyola. Es conserva una esvelta torreta del segle xviii adquirida per l'ajuntament.

Són dignes d'esment la casa-estudi del pintor Pinazo Camarlench, avui convertida en Museu, així com un monument erigit al mateix pintor en 1921. També un altre monument al tenor i pintor Lambert Alonso, de 1930.

## Festes
- Festes Majors. Celebra les festes en honor de Sant Bertomeu el 24 d'agost. També festeja al seu patró Sant Sebastià, Sant Antoni, Mare de Déu dels Desemparats, El Salvador, Verge del Rosari i a la Verge de l'Assumpció. Des de l'any 1977, durant estes festes es porten a terme també les de moros i cristians. En la setmana posterior se celebra la festa del Crist de La Pau, obra d'Ignacio Pinazo Martínez.

## Cultura
El poble té diverses associacions culturals, esportives, d'activisme polític. Compta amb emissora de ràdio pròpia, Ràdio Godella, que va ser fundada en 1994 i des de 2007 està adherida a la Xarxa d'Emissores Municipals Valencianes. Emet per internet i a la 98.0 de la FM.

## Poblacions agermanades
- Noisy-le-Roi (França) des d'agost de 2006

## Fills il·lustres
- Joan Baptista Peset i Aleixandre (Godella, 1886 - Paterna, 1941) fou un metge, científic i polític rector de la Universitat de València i afusellat pel règim franquista.
- Ignasi Pinazo i Camarlench (València, 1849— Godella, 1916) va ser un pintor impressionista.
- Lambert Alonso i Torres (Godella, 1863 - 1929) va ser un tenor i pintor.
- Joan Daniel Cordero (Godella, 1952) ex-futbolista del València CF